# Le Fresne, Eure

Le Fresne este o comună în departamentul Eure, Franța. În 1 ianuarie 2018 avea o populație de 326 de locuitori.